# 青様山
青様山（あおさばやま）は、秋田県鹿角市にある山である。

## 概要
標高772.7m。大湯川（米代川水系）の大楽前沢と小根津塔沢の上流の尾根にある。

## 観光
登山路の道筋となる小根津塔沢は、青様山の東側斜面を水源とし、この流域には上流から順に「小根津戸の雌滝」、「小根津戸の雄滝」がある。
これらの滝のある大湯川水系（国道103号）には、沢山の名瀑があるが、これらの滝はその中の一つにそれぞれ数えられている。